# Chingiz Magomadov
Chingiz Turpal-Eliyevich Magomadov (tiếng Nga: Чингиз Турпал-Элиевич Магомадов; sinh ngày 1 tháng 8 năm 1998) là một cầu thủ bóng đá người Nga thi đấu cho FC Akhmat Grozny.

## Sự nghiệp câu lạc bộ
Anh có màn ra mắt tại Giải bóng đá chuyên nghiệp quốc gia Nga cho FC Terek-2 Grozny vào ngày 24 tháng 5 năm 2016 trong trận đấu với PFC Spartak Nalchik.